# 7-я пехотная дивизия (вермахт)
7-я пехотная дивизия (нем. 7. Infanterie-Division) — боевое соединение вермахта во Второй мировой войне. Образована в 1934 году как стандартная пехотная дивизия и принадлежала к первой волне мобилизации. Принимала участие в оккупации Австрии, польской и французской кампаниях, а также войне против СССР. В 1941—1945 годах действовала на центральном участке Восточного фронта вплоть до капитуляции в мае 1945 года.

## Формирование
Дивизия была сформирована в октябре 1934 года в Мюнхене на основе 19-го Баварского пехотного полка 7-й пехотной дивизии рейхсвера. Первоначально в целях дезинформации штаб дивизии носил название «военное управление Мюнхена», затем «начальник артиллерии VII» (нем. Artillerieführer VII). Когда в октябре 1935 г. официально было объявлено о создании вермахта, дивизия стала именоваться 7-й пехотной и была подчинена командованию 7-го корпусного округа. В состав дивизии вошли 19-й, 61-й и 72-й пехотные полки. В 1938 году 61-й полк стал одним из немногих в вермахте, получившим почётного шефа в лице генерала Франца фон Эппа, бывшего командующего 7-й дивизией рейхсвера, а с 1933 года имперского наместника Баварии.
16 октября 1941 года дивизии был придан 638-й усиленный пехотный полк, состоявший из французских добровольцев.
В конце 1944 года 19-й полк унаследовал традиции уничтоженного в ходе советского наступления в Белоруссии 199-го пехотного полка 57-й дивизии, который, в свою очередь, нёс традиции 16-го Баварского резервного полка (иначе, по фамилии командира, «полк Листа») времён Первой мировой войны, в котором в качестве ефрейтора служил А. Гитлер. В ознаменование этого полк получил почётное название «полк Листа» (нем. Infanterie-Regiment List).

## Боевой путь
7-я пехотная дивизия приняла участие в оккупации Австрии в 1938 году, действуя в составе своего 7-го армейского корпуса 8-й армии. Во время подготовки к боевым действиям против Чехословакии во время Судетского кризиса 1938 г. дивизия в составе того же корпуса вошла в состав 12-й армии, развёрнутой в южной части Баварии.
Накануне вторжения в Польшу в 1939 году дивизия была мобилизована в первой волне (август 1939 года) и в составе 17-го армейского корпуса 14-й армии группы армий «Юг» участвовала в разгроме польских армий «Краков» и «Карпаты», закончив кампанию в районе Львова. После разгрома Польши дивизия была выведена в резерв, располагаясь на Нижнем Рейне.
В ходе французской кампании дивизия действовала в составе 11-го армейского корпуса, подчинённого командованию 6-й армии из группы армий «B». Пройдя через всю Бельгию, дивизия приняла участие в захвате Лилля и боях с английскими войсками на дюнкеркском плацдарме. Затем дивизия была выведена в резерв и не приняла участия в битве за Францию.
В ходе вторжения в Советский Союз дивизия действовала в составе разных корпусов, в том числе «родного» 7-го корпуса в рядах 4-й армии группы армий «Центр» на московском направлении, отличившись при взятии Могилёва.
В ходе битвы за Москву дивизия, действуя в полосе Наро-Фоминск — Кубинка, понесла тяжёлые потери.
В 1942 году дивизия располагалась на относительно спокойном участке в районе Гжатска.
В июле 1943 года 7-я дивизия в рядах 46-го танкового корпуса участвовала в Курской битве.
Летом 1944 года дивизия являлась частью 20-го армейского корпуса 2-й армии, располагавшейся южнее направления главного удара советских войск в ходе операции «Багратион», и поэтому избежала уничтожения. В сентябре безуспешно атаковала советские войска на Ружанском плацдарме.
В январе 1945 года советским наступлением в ходе Висло-Одерской операции дивизия была отброшена к балтийскому побережью в районе Хельского полуострова, где удерживалась до капитуляции Германии в мае 1945 года.

## Организация
|  | - 19-й пехотный полк (Infanterie-Regiment 19) - 61-й пехотный полк (Infanterie-Regiment 61) - 62-й пехотный полк (Infanterie-Regiment 62) - 7-й артиллерийский полк (Artillerie-Regiment 7) - 1-й дивизион 43-го артиллерийского полка - до декабря 1939 г. — 7-й батальон АИР (Beobachtungs-Abteilung 7) - 7-й дивизион ПТО (Panzerabwehr-Abteilung 7) - 7-й разведывательный батальон (Aufklärungs-Abteilung 7) - 7-й батальон связи (Nachrichten-Abteilung 7) - 7-й саперный батальон (Pionier-Bataillon 7) - 7-й запасной батальон (Feldersatz-Bataillon 7) - войска подчинявшиеся командиру снабжения 7-й пехотной дивизии (Infanterie-Divisions-Nachschubführer 7) |  | - 19-й пехотный полк - 61-й пехотный полк - 62-й пехотный полк - 7-й артиллерийский полк - 7-й батальон самокатчиков - 7-й противотанковый артиллерийский дивизион - 7-й батальон связи - 7-й саперный батальон |  | - 19-й пехотный полк - 61-й пехотный полк - 62-й пехотный полк - 7-й артиллерийский полк - 7-й стрелковый батальон - 7-й противотанковый артиллерийский дивизион - 7-й батальон связи - 7-й саперный батальон - 7-й запасной батальон |

## Командиры дивизии
- генерал-лейтенант Франц Гальдер (1 октября 1934 — 12 ноября 1936)
- генерал-лейтенант Отто Хартман (12 ноября 1936 — 31 июля 1939)
- генерал-майор Ойген Отт (1 августа 1939 — 30 сентября 1939)
- генерал-лейтенант Эккард фрайхерр фон Габленц (30 сентября 1939 — 13 декабря 1941)
- генерал-майор Ханс Йордан (13 декабря 1941 — 1 ноября 1942)
- генерал-лейтенант Фриц-Георг фон Раппард (1 ноября 1942 — 2 октября 1943)
- полковник Карл Андре (2 октября 1943 — 30 ноября 1943)
- генерал-майор Густав Гир (30 ноября 1943 — 8 декабря 1943)
- генерал-лейтенант Фриц-Георг фон Раппард (8 декабря 1943 — август 1944)
- генерал-майор Алоиз Вебер (август 1944 — май 1945)

## Награды
Количество кавалеров Рыцарского креста в 7-й дивизии составило 47 человек, ещё пятеро военнослужащих было отмечено Дубовыми листьями к Рыцарскому кресту. Таким образом, среди сухопутных войск вермахта дивизия являлась одной из самых заслуженных, входя в десятку лидеров по данному показателю.

### Рыцарский Крест Железного креста (47)
- Эккард фрайхерр фон Габленц, 15.08.1940 — генерал-лейтенант, командир 7-й пехотной дивизии
- Йоханнес Медер, 04.09.1940 — майор, командир 3-го батальона 19-го пехотного полка
- Людвиг Штрайль, 30.06.1941 — оберстлейтенант, командир 61-го пехотного полка
- Вильгельм Шпехт, 27.07.1941 — обер-лейтенант, командир 7-й роты 62-го пехотного полка
- Якоб Гольдбруннер, 17.09.1941 — фельдфебель, командир взвода 5-й роты 19-го пехотного полка
- Христиан Россфельд, 05.10.1941 — обер-фельдфебель, командир взвода 10-й роты 62-го пехотного полка
- Георг Риттер, 15.11.1941 — майор, командир 2-го батальона 62-го пехотного полка
- Алоиз Вебер, 26.11.1941 — майор, командир 1-го батальона 19-го пехотного полка
- Ганс Вобургер, 14.12.1941 — обер-лейтенант, командир 7-й роты 19-го пехотного полка
- Якоб Пельцер, 15.01.1942 — ефрейтор 1-й роты 61-го пехотного полка
- Иоганн Шмидт, 18.01.1942 — капитан, командир 2-го батальона 62-го пехотного полка
- Йозеф Кес, 18.07.1943 — обер-фельдфебель, командир взвода 2-й роты 19-го пехотного полка
- Хайнц Ёль, 25.07.1943 — лейтенант, командир 1-й роты 62-го пехотного полка
- Альфред Конрад, 08.08.1943 — обер-вахмистр, командир взвода 1-й роты 7-го разведывательного батальона
- Иоганн Айсгрубер, 31.08.1943 — фельдфебель, командир саперного взвода штабной роты 62-го пехотного полка
- Харальд Гесснер, 13.09.1943 — лейтенант, командир 10-й роты 61-го пехотного полка
- Бенедикт Фюргут, 23.09.1943 — вахмистр, батарейный офицер и передовой наблюдатель 3-й батареи 7-го артиллерийского полка
- Отто Хафнер, 23.09.1943 — капитан резерва, командир 4-й роты 61-го пехотного полка
- Антон Байер, 05.10.1943 — обер-фельдфебель, командир взвода 14-й (противотанковой) роты 19-го пехотного полка
- Герман Аммер, 12.10.1943 — обер-лейтенант резерва, командир 2-го батальона 62-го пехотного полка
- Алоиз Эдинг, 12.10.1943 — обер-лейтенант резерва, командир 1-й роты 19-го пехотного полка
- Вилли Шаффнер, 26.10.1943 — обер-ефрейтор 9-й роты 61-го пехотного полка
- Хуго Лауберо, 22.11.1943 — оберстлейтенант, командир 61-го пехотного полка
- Курт Нёбель, 30.11.1943 — обер-ефрейтор, командир отделения 1-й (конной) роты 7-го разведывательного батальона
- Алоиз Айзеле, 15.12.1943 — капитан, командир 3-го батальона 61-го пехотного полка
- Эдуард Бруннер, 27.02.1944 — капитан, командир 1-го батальона 62-го пехотного полка
- Макс Райнвальд, 29.02.1944 — оберстлейтенант резерва, командир 19-го пехотного полка
- Рупрехт Краль, 15.05.1944 — унтер-офицер, командир орудия 14-й (противотанковой) роты 19-го пехотного полка
- Теодор Хотци, 09.06.1944 — вахмистр, командир взвода 3-й роты 7-го стрелкового батальона
- Иоганн Штрауб, 12.08.1944 — лейтенант, командир взвода 7-го противотанкового батальона
- Эмиль Просс, 30.09.1944 — капитан, командир 2-го батальона 62-го пехотного полка
- Эрнст Фальк, 30.09.1944 — обер-ефрейтор, связной 10-й роты 61-го пехотного полка
- Йозеф Пфаттишер, 04.10.1944 — унтер-офицер, командир отделения 8-й роты 61-го пехотного полка
- Людвиг Ланг, 06.10.1944 — обер-лейтенант, командир 2-й батареи 7-го артиллерийского полка
- Георг Гайгер, 20.10.1944 — обер-ефрейтор, командир отделения 10-й роты 19-го пехотного полка
- Фриц-Георг фон Раппард, 20.10.1944 — генерал-лейтенант, командир 7-й пехотной дивизии
- Франц Дегль, 23.10.1944 — унтер-офицер, командир отделения 8-й роты 62-го пехотного полка
- Карл-Генрих Люльфинг, 28.10.1944 — капитан резерва, командир 7-го стрелкового батальона
- Руперт Форстнер, 03.11.1944 — фельдфебель, командир взвода 2-й роты 19-го пехотного полка
- Ксавер Байльхак, 05.11.1944 — лейтенант резерва, командир 9-й роты 19-го пехотного полка
- Карл Хамбергер, 08.11.1944 — фельдфебель, заместитель командира 2-й роты 62-го пехотного полка
- Михаэль Лехерманн, 18.11.1944 — фельдфебель, командир взвода 1007-го дивизиона штурмовых орудий[4]
- Генрих Туммер, 18.11.1944 — обер-ефрейтор, старший стрелок 13-й роты 19-го пехотного полка
- Ойген Куглер, 05.04.1945 — капитан резерва, командир 1-го батальона 19-го пехотного полка
- Конрад Шарф, 05.04.1945 — капитан, командир 1-го батальона 61-го пехотного полка
- Хартмут фон Хёсслин, 17.04.1945 — капитан, командир 2-го дивизиона 7-го артиллерийского полка
- Фриц Якет, 09.05.1945 — лейтенант, адъютант 1-го батальона 62-го пехотного полка (награждение не подтверждено)

### Рыцарский Крест Железного креста с Дубовыми листьями (5)
- Алоиз Вебер (№ 579), 10.09.1944 — полковник, командир 61-го пехотного полка
- Эдуард Бруннер (№ 638), 28.10.1944 — капитан, командир 1-го батальона 62-го пехотного полка
- Алоиз Айзеле (№ 695), 12.01.1945 — майор, командир 3-го батальона 61-го пехотного полка
- Макс Райнвальд (№ 702), 18.01.1945 — полковник резерва, командир 19-го пехотного полка
- Фриц-Георг фон Раппард (№ 751), 24.02.1945 — генерал-лейтенант, командир 7-й пехотной дивизии